# Västlig gorilla

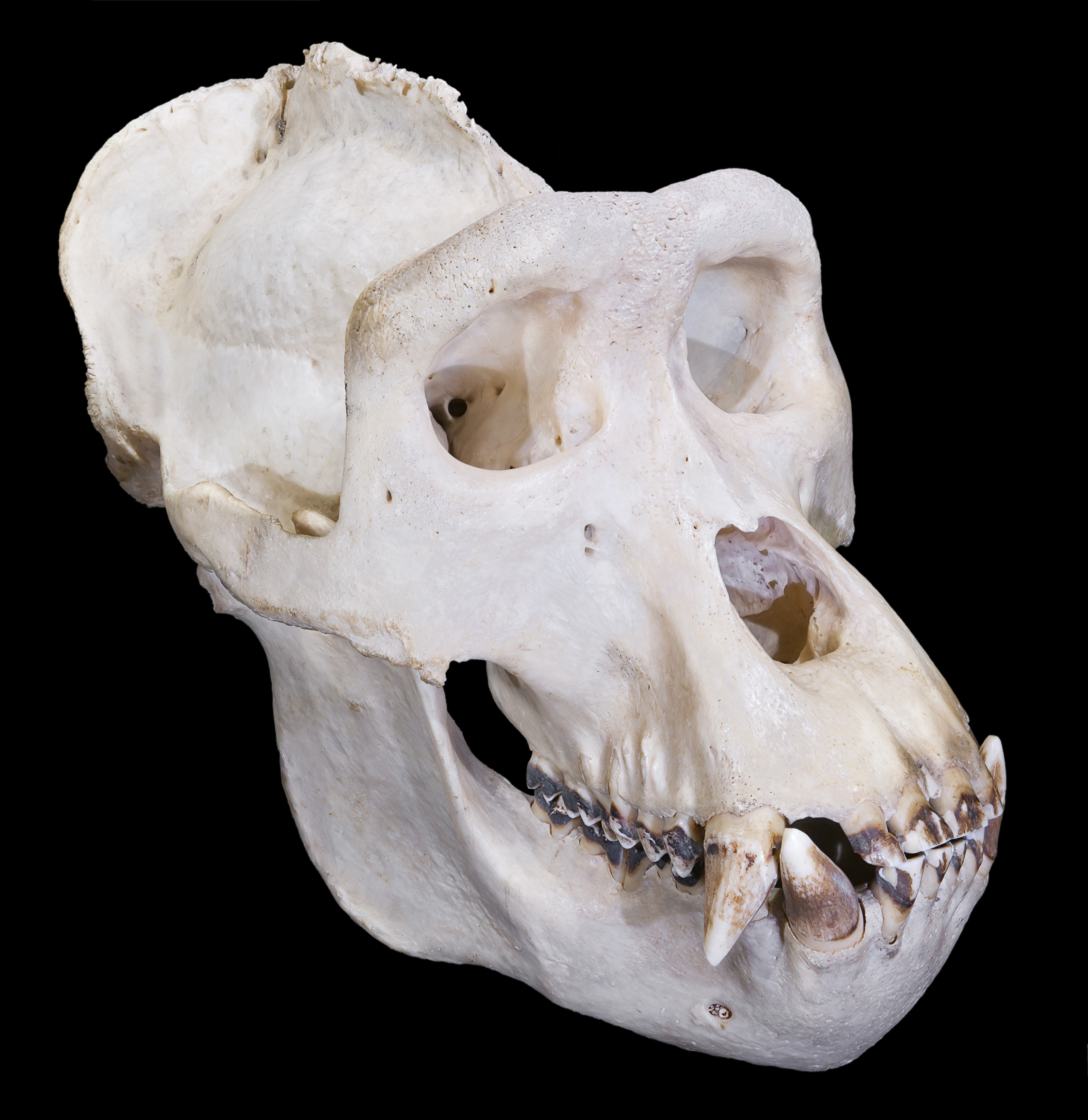
En skalle av en manlig gorilla.

Västlig gorilla (Gorilla gorilla) är en av två arter i släktet gorillor som tillhör primaterna. Den är vanligen lite mindre än den östliga gorillan. Arten delas i två underarter: västlig låglandsgorilla (G. g. gorilla) och Cross River-gorilla (G. g. diehli).
Förutom vad gäller storleken skiljer sig den västliga gorillan från sin östliga släkting genom skillnader i kroppsbyggnaden samt pälsfärgen. Hos den västliga gorillan är pälsen oftast gråbrun medan huvudets ovansida hos de flesta individerna är brunaktig. Den gråa pälsen som är kännetecknande för gamla hanar av hela släktet förekommer hos västlig gorilla inte bara på ryggen utan även på höfterna och övre låren. För övrigt är den västliga gorillan ofta smalare än den östliga arten.
De båda underarterna av den västliga gorillan skiljer sig genom olika detaljer i skallens och tändernas byggnad.
Västlig gorilla förekommer bara i mellersta Afrika i närheten av Guineabukten. Underarten Cross River-gorilla lever bara i gränsregionen av Nigeria och Kamerun, cirka 300 km nordväst om utbredningsområdet av västlig låglandsgorilla. Västlig låglandsgorilla förekommer från södra Kamerun och västra Centralafrikanska republiken över Ekvatorialguinea och Gabon till Kongo-Brazzaville.
Flockarna av den västliga gorillan har vanligen färre individer än grupper av den östliga arten. Födan utgörs till stora delar av frukter och individerna förflyttar sig över större distanser än den östliga gorillan när de letar efter mat.
Under 1980-talet uppskattades populationen av västlig låglandsgorilla till omkring 95 000 individer men efter nyare undersökningar betvivlas att beståndet är så stort. Av Cross River-gorilla finns bara 250 till 300 individer. På grund av det allvarliga hot som skogsavverkning och jakt utgör listas västlig gorilla av IUCN som akut hotad (critically endangered).
Den första västliga gorillan som föddes i fångenskap var Colo.